# Строева, Вера Павловна
Ве́ра Па́вловна Стро́ева (урождённая Ри́хтер; 1903—1992) — советский кинорежиссёр и драматург. Народная артистка РСФСР (1973).

## Биография
Родилась 21 сентября (4 октября) 1903 года в Киеве. Дочь почтмейстера, надворного советника Павла Рихтера, сменившего в 1915 году фамилию на Строев. Мать — А. Ф. Халаим.
В 1920—1922 годах училась на актёрском отделении Высшего музыкально-драматического института имени Н. В. Лысенко, затем, в 1924 году, окончила мастерские педагогического театра при Наркомпросе.
В 1925—1927 годах — актриса, драматург и режиссёр-педагог Московского центрального педагогического театра.
С 1925 года — режиссёр киностудии «Союзкино» (ныне — «Мосфильм»). В 1928—1931 годах работала режиссёром на Одесской кинофабрике «Украинфильм».
Была женой, автором и соавтором сценариев кинорежиссёра Григория Рошаля.

Семейное захоронение В. П. Строева — Г. Л. Рошаль

В. П. Строева скончалась 26 августа 1992 года, похоронена в Москве на Кунцевском кладбище рядом с мужем.

### Семья
- Муж — Григорий Львович Рошаль (1899—1983), режиссёр и сценарист.
  - Дочь — Марианна Григорьевна Рошаль-Строева (1925—2022), режиссёр игрового кино.
- Брат — Михаил Павлович Строев (Рихтер) (1887—1961), генерал-майор авиации, с 10.1943 по 08.1944 — начальник Авиационного отдела 2-й гвардейской армии 4-го Украинского фронта.

## Творчество

### Режиссёрские работы
- 1931 — Право отцов
- 1931 — Человек без футляра
- 1934 — Петербургская ночь (совместно с Г. Л. Рошалем)
- 1936 — Поколение победителей (совместно с Г. Л. Рошалем)
- 1939 — В поисках радости (совместно с Г. Л. Рошалем)
- 1942 — Сын бойца (короткометражный)
- 1945 — Юные музыканты (документальный)
- 1947 — Марите
- 1951 — Большой концерт (фильм-концерт)
- 1954 — Борис Годунов (фильм-опера)
- 1954 — Весёлые звёзды (фильм-концерт)
- 1956 — Полюшко-поле
- 1959 — Хованщина (фильм-опера)
- 1965 — Мы, русский народ
- 1970 — Сердце России
- 1983 — Букет фиалок

### Сценарии
Автор ряда пьес, а также сценариев — как к собственным фильмам, так и к фильмам, съёмка которых была осуществлена другими режиссёрами.
- 1926 — Господа Скотинины
- 1927 — Его превосходительство
- 1929 — Две женщины
- 1930 — Человек из местечка
- 1931 — Право отцов; Человек без футляра
- 1934 — Петербургская ночь (совместно с Г. Л. Рошалем)
- 1936 — Поколение победителей (совместно с Г. Л. Рошалем)
- 1954 — Борис Годунов (фильм-опера)
- 1959 — Хованщина (фильм-опера)
- 1965 — Мы, русский народ

Участвовала в совместном производстве на союзных республиканских киностудиях фильмов «Батыры степей» (1942) в Казахской ССР и «Марите» (1947) в Литовской ССР.

## Награды
- Народная артистка РСФСР (1973)
- Заслуженный деятель искусств РСФСР (1969)
- Заслуженный деятель искусств Казахской ССР (1944)
- орден Дружбы народов (1983)
- орден «Знак Почёта» (1950)